# Kuczków (województwo świętokrzyskie)
Kuczków – wieś w Polsce położona w województwie świętokrzyskim, w powiecie włoszczowskim, w gminie Secemin.
W latach 1954–1959 wieś należała i była siedzibą władz gromady Kuczków, po jej zniesieniu w gromadzie Chrząstów. W latach 1975–1998 miejscowość administracyjnie należała do województwa częstochowskiego.
W Kuczkowie znajduje się parafia Podwyższenia Krzyża Świętego, Szkoła Podstawowa oraz remiza OSP (od 1935).

## Historia
Wieś stanowi gniazdo rodowe rodziny Kuczkowskich, ich nazwiska  notowano w dokumentach źródłowych od 1376 roku.  W wieku XIX opisano Kuczków jako wieś w powiecie włoszczowskim, ówczesnej gminie Chrząstów, parafii w Kuczkowie. Według spisu miast, wsi, osad Królestwa Polskiego z roku 1827 było w Kuczkowie 31 domów i 272 mieszkańców. 
Podanie lokalne niesie że kościół parafialny murowany w Kuczkowie założony został w 1313 r.  Znany w drugiej połowie XIX wieku jest  fundacji Koniecpolskich. Parafia Kuczków dekanat włoszczowski (dawniej dzierzgowski) posiadała 1144 dusz.

## Zabytki
- kościół parafialny pw. Podwyższenia Krzyża Świętego z 1779-1789 r.
- dzwonnica z XVIII/XIX w.
- ogrodzenie z XVIII/XIX w.
- plebania z pierwszej połowy XIX w.
- kaplica z XIX w.
- kaplica z początku XX w.